# جاك كونينغهام
جاك كونينغهام هو مجدف كندي، ولد في 26 فبراير 1912 في هاميلتون في كندا، وتوفي في 1975.

## وصلات خارجية
- جاك كونينغهام على موقع الاتحاد الدولي للتجديف (الإنجليزية)
- جاك كونينغهام على موقع أوليمبيديا (الإنجليزية)